# Ophelia magna
Ophelia magna är en ringmaskart som först beskrevs av Treadwell 1914.  Ophelia magna ingår i släktet Ophelia och familjen Opheliidae. Inga underarter finns listade i Catalogue of Life.